# نيهال دي سيلفا
نيهال دي سيلفا (28 مايو 2006) هو روائي سريلانكي. فاز بجائزة جراتيان بروايته. «الطريق من ممر الفيل» التي تحولت فيما بعد إلى فيلم. كما نشر كتاب The Far Spent Day وThe Ginirella Conspiracy.

## بداية حياته
تلقى دي سيلفا تعليمه في سانت. التحق بكلية جوزيف في كولومبو بجامعة سيلان (الآن جامعة بيرادنيا، كاندي). بعد ذلك ذهب إلى إنشاء أعماله الخاصة لتنقية المياه وتوريد المياه المعدنية المعبأة. وكان يعيش في كولومبو مع زوجته شيرلين وطفليه، شنيك وشمال.
كان دي سيلفا معروفا باهتمامه بالطيور، كما هو واضح في The Road from Elephant Pass ومؤامرة الجنيرلا.

## أعماله
أصبح مشهورا في سن 93 مع رواية The Road From Elephant Pass، التي نشرت في عام 2003. تدور القصة حول امرأة من التاميل كانت عضوا في نمور تحرير تأميل إيلام، ورجل سنهالي وهو ضابط في الجيش. ويتمكن الثنائي، الذي يعتقد أنه عدو طبيعي وأولي، من تجاهل خلافاتهما السياسية للتغلب على العداوة بينهما والوصول بأمان إلى كولومبو، لحماية سر قابل للانفجار.
بيع هذا الكتاب أكثر من ثلاثة آلاف نسخة في طباعته الأولية، مما جعل الناشر، فيجيثا يابا، يطبع مرتين أكثر. وأعقب هذا الكتاب The Far Spent Day على أساس الفساد السياسي. شاب، مرة أخرى من أصل سنهالا، ينجر إلى ظلم المجتمع لكنه يحاول المقاومة عندما تحاول جميع القوى تدميره.
تدور روايته الثالثة «مؤامرة الجنيرلا» حول التسييس في الجامعات السريلانكية.

## وفاته
وَفِي 28 مايو 2006، قتل نيهال دي سيلفا بانفجار لغم أرضي في حديقة ويلباتو الوطنية.